# Eleições autárquicas portuguesas de 2021 no distrito de Portalegre
| Eleições autárquicas portuguesas de 2021 Distritos: Aveiro \| Beja \| Braga \| Bragança \| Castelo Branco \| Coimbra \| Évora \| Faro \| Guarda \| Leiria \| Lisboa \| Portalegre \| Porto \| Santarém \| Setúbal \| Viana do Castelo \| Vila Real \| Viseu \| Açores \| Madeira |

## Resultados por concelho
Os resultados nos concelhos do distrito de Portalegre foram os seguintes:

### Alter do Chão

#### Câmara Municipal
| Partido                 | Partido                        | Votos | %               | +/-  | Vereadores | +/-     |
| ----------------------- | ------------------------------ | ----- | --------------- | ---- | ---------- | ------- |
|                         | PSD-CDS                        | 856   | 43,79 / 100,00  | 4,83 | 3 / 5      | 1       |
|                         | Partido Socialista             | 779   | 39,85 / 100,00  | 7,32 | 2 / 5      | 1       |
|                         | Coligação Democrática Unitária | 140   | 7,16 / 100,00   | 0,95 | 0 / 5      | Estável |
|                         | CHEGA                          | 64    | 3,27 / 100,00   | Novo | 0 / 5      | Novo    |
|                         | Bloco de Esquerda              | 59    | 3,02 / 100,00   | 1,27 | 0 / 5      | Estável |
| Votos Inválidos         | Votos Inválidos                | 57    | 2,92 / 100,00   | 1,09 |            |         |
| Total                   | Total                          | 1 955 | 100,00 / 100,00 |      | 5 / 5      |         |
| Eleitorado/Participação | Eleitorado/Participação        | 2 699 | 72,43 / 100,00  | 2,85 |            |         |

| Freguesia     | %        | %     | %     | %    | %    | Votantes |
| Freguesia     | PSD- CDS | PS    | CDU   | CH   | BE   | Votantes |
| ------------- | -------- | ----- | ----- | ---- | ---- | -------- |
| Freguesia     |          |       |       |      |      | Votantes |
| Alter do Chão | 44,82    | 40,61 | 4,38  | 3,50 | 3,42 | 1 256    |
| Chancelaria   | 44,37    | 44,37 | 5,63  | 2,11 | 0,70 | 284      |
| Cunheira      | 46,80    | 32,02 | 14,78 | 1,48 | 2,96 | 203      |
| Seda          | 33,96    | 36,79 | 18,40 | 5,19 | 3,77 | 212      |
| Alter do Chão | 43,79    | 39,85 | 7,16  | 3,27 | 3,02 | 1 955    |

#### Assembleia Municipal
| Partido                 | Partido                        | Votos | %               | +/-  | Deputados | +/-     |
| ----------------------- | ------------------------------ | ----- | --------------- | ---- | --------- | ------- |
|                         | PSD-CDS                        | 846   | 43,27 / 100,00  | 5,82 | 7 / 15    | 1       |
|                         | Partido Socialista             | 748   | 38,26 / 100,00  | 5,37 | 6 / 15    | 1       |
|                         | Coligação Democrática Unitária | 219   | 11,20 / 100,00  | 0,64 | 2 / 15    | Estável |
|                         | Bloco de Esquerda              | 74    | 3,79 / 100,00   | 1,57 | 0 / 15    | Estável |
| Votos Inválidos         | Votos Inválidos                | 68    | 3,47 / 100,00   | 1,39 |           |         |
| Total                   | Total                          | 1 955 | 100,00 / 100,00 |      | 15 / 15   |         |
| Eleitorado/Participação | Eleitorado/Participação        | 2 699 | 72,43 / 100,00  | 2,85 |           |         |

| Freguesia     | %        | %     | %     | %    | Votantes |
| Freguesia     | PSD- CDS | PS    | CDU   | BE   | Votantes |
| ------------- | -------- | ----- | ----- | ---- | -------- |
| Freguesia     |          |       |       |      | Votantes |
| Alter do Chão | 44,59    | 38,14 | 8,84  | 4,70 | 1 256    |
| Chancelaria   | 40,85    | 48,24 | 7,39  | 0,35 | 284      |
| Cunheira      | 49,75    | 28,08 | 17,24 | 2,96 | 203      |
| Seda          | 32,55    | 35,38 | 24,53 | 3,77 | 212      |
| Alter do Chão | 43,27    | 38,26 | 11,20 | 3,79 | 1 955    |

#### Juntas de Freguesia
| Partido                 | Partido                        | Votos | %               | +/-  | Presidentes | +/-     | Mandatos | +/-     |
| ----------------------- | ------------------------------ | ----- | --------------- | ---- | ----------- | ------- | -------- | ------- |
|                         | PSD-CDS                        | 801   | 40,97 / 100,00  | 2,53 | 2 / 4       | 1       | 12 / 30  | Estável |
|                         | Partido Socialista             | 757   | 38,72 / 100,00  | 4,11 | 2 / 4       | Estável | 13 / 30  | 1       |
|                         | Coligação Democrática Unitária | 276   | 14,12 / 100,00  | 1,20 | 0 / 4       | 1       | 5 / 30   | 1       |
|                         | Bloco de Esquerda              | 48    | 2,46 / 100,00   | 0,76 | 0 / 4       | Estável | 0 / 30   | Estável |
| Votos Inválidos         | Votos Inválidos                | 73    | 3,73 / 100,00   | 0,37 |             |         |          |         |
| Total                   | Total                          | 1 955 | 100,00 / 100,00 |      | 4 / 4       |         | 30 / 30  |         |
| Eleitorado/Participação | Eleitorado/Participação        | 2 699 | 72,43 / 100,00  | 2,85 |             |         |          |         |

| Freguesia     | Partido Vencedor | Partido Vencedor   | %              | Mandatos |
| ------------- | ---------------- | ------------------ | -------------- | -------- |
| Alter do Chão |                  | PSD-CDS            | 46,82 / 100,00 | 5 / 9    |
| Chancelaria   |                  | Partido Socialista | 52,82 / 100,00 | 4 / 7    |
| Cunheira      |                  | PSD-CDS            | 43,35 / 100,00 | 3 / 7    |
| Seda          |                  | Partido Socialista | 51,89 / 100,00 | 4 / 7    |

### Arronches

#### Câmara Municipal
| Partido                 | Partido                        | Votos | %               | +/-   | Vereadores | +/-     |
| ----------------------- | ------------------------------ | ----- | --------------- | ----- | ---------- | ------- |
|                         | Partido Social Democrata       | 1 038 | 53,26 / 100,00  | 8,99  | 3 / 5      | 1       |
|                         | Partido Socialista             | 788   | 40,43 / 100,00  | 10,48 | 2 / 5      | 1       |
|                         | Coligação Democrática Unitária | 50    | 2,57 / 100,00   | 0,47  | 0 / 5      | Estável |
|                         | CHEGA                          | 30    | 1,54 / 100,00   | Novo  | 0 / 5      | Novo    |
| Votos Inválidos         | Votos Inválidos                | 43    | 2,21 / 100,00   | 1,02  |            |         |
| Total                   | Total                          | 1 949 | 100,00 / 100,00 |       | 5 / 5      |         |
| Eleitorado/Participação | Eleitorado/Participação        | 2 526 | 77,16 / 100,00  | 0,97  |            |         |

| Freguesia | %     | %     | %    | %    | Votantes |
| Freguesia | PSD   | PS    | CDU  | CH   | Votantes |
| --------- | ----- | ----- | ---- | ---- | -------- |
| Freguesia |       |       |      |      | Votantes |
| Assunção  | 51,45 | 40,92 | 3,30 | 1,77 | 1 244    |
| Esperança | 51,59 | 43,86 | 1,82 | 0,91 | 440      |
| Mosteiros | 64,53 | 32,45 | 0,38 | 1,51 | 265      |
| Arronches | 53,26 | 40,43 | 2,57 | 1,54 | 1 949    |

#### Assembleia Municipal
| Partido                 | Partido                        | Votos | %               | +/-  | Deputados | +/-     |
| ----------------------- | ------------------------------ | ----- | --------------- | ---- | --------- | ------- |
|                         | Partido Social Democrata       | 1 052 | 53,98 / 100,00  | 4,70 | 9 / 15    | 1       |
|                         | Partido Socialista             | 735   | 37,71 / 100,00  | 7,17 | 6 / 15    | 1       |
|                         | Coligação Democrática Unitária | 67    | 3,44 / 100,00   | 1,71 | 0 / 15    | Estável |
|                         | CHEGA                          | 46    | 2,36 / 100,00   | Novo | 0 / 15    | Novo    |
| Votos Inválidos         | Votos Inválidos                | 49    | 2,52 / 100,00   | 1,21 |           |         |
| Total                   | Total                          | 1 949 | 100,00 / 100,00 |      | 15 / 15   |         |
| Eleitorado/Participação | Eleitorado/Participação        | 2 526 | 77,16 / 100,00  | 0,97 |           |         |

| Freguesia | %     | %     | %    | %    | Votantes |
| Freguesia | PSD   | PS    | CDU  | CH   | Votantes |
| --------- | ----- | ----- | ---- | ---- | -------- |
| Freguesia |       |       |      |      | Votantes |
| Assunção  | 53,46 | 37,06 | 4,02 | 2,73 | 1 244    |
| Esperança | 49,32 | 43,64 | 2,95 | 1,59 | 440      |
| Mosteiros | 64,15 | 30,94 | 1,51 | 1,89 | 265      |
| Arronches | 53,98 | 37,71 | 3,44 | 2,36 | 1 949    |

#### Juntas de Freguesia
| Partido                 | Partido                        | Votos | %               | +/-  | Presidentes | +/-     | Mandatos | +/-     |
| ----------------------- | ------------------------------ | ----- | --------------- | ---- | ----------- | ------- | -------- | ------- |
|                         | Partido Social Democrata       | 1 132 | 58,08 / 100,00  | 0,73 | 2 / 3       | Estável | 14 / 23  | Estável |
|                         | Partido Socialista             | 707   | 36,28 / 100,00  | 3,39 | 1 / 3       | Estável | 9 / 23   | Estável |
|                         | Coligação Democrática Unitária | 52    | 2,67 / 100,00   | 1,30 | 0 / 3       | Estável | 0 / 23   | Estável |
| Votos Inválidos         | Votos Inválidos                | 58    | 2,97 / 100,00   | 1,05 |             |         |          |         |
| Total                   | Total                          | 1 949 | 100,00 / 100,00 |      | 3 / 3       |         | 23 / 23  |         |
| Eleitorado/Participação | Eleitorado/Participação        | 2 526 | 77,16 / 100,00  | 0,97 |             |         |          |         |

| Freguesia | Partido Vencedor | Partido Vencedor         | %              | Mandatos |
| --------- | ---------------- | ------------------------ | -------------- | -------- |
| Assunção  |                  | Partido Social Democrata | 60,05 / 100,00 | 6 / 9    |
| Esperança |                  | Partido Socialista       | 50,45 / 100,00 | 4 / 7    |
| Mosteiros |                  | Partido Social Democrata | 70,19 / 100,00 | 5 / 7    |

### Avis

#### Câmara Municipal
| Partido                 | Partido                        | Votos | %               | +/-  | Vereadores | +/-     |
| ----------------------- | ------------------------------ | ----- | --------------- | ---- | ---------- | ------- |
|                         | Coligação Democrática Unitária | 1 337 | 54,91 / 100,00  | 6,53 | 3 / 5      | 1       |
|                         | Partido Socialista             | 501   | 20,57 / 100,00  | 7,42 | 1 / 5      | Estável |
|                         | Grupo de Cidadãos por Avis     | 339   | 13,92 / 100,00  | Novo | 1 / 5      | Novo    |
|                         | Partido Social Democrata       | 152   | 6,24 / 100,00   | 0,16 | 0 / 5      | Estável |
| Votos Inválidos         | Votos Inválidos                | 106   | 4,35 / 100,00   | 0,14 |            |         |
| Total                   | Total                          | 2 435 | 100,00 / 100,00 |      | 5 / 5      |         |
| Eleitorado/Participação | Eleitorado/Participação        | 3 433 | 70,93 / 100,00  | 0,98 |            |         |

| Freguesia            | %     | %     | %     | %     | Votantes |
| Freguesia            | CDU   | PS    | GCA   | PSD   | Votantes |
| -------------------- | ----- | ----- | ----- | ----- | -------- |
| Freguesia            |       |       |       |       | Votantes |
| Alcórrego e Maranhão | 75,37 | 6,25  | 11,40 | 3,31  | 272      |
| Aldeia Velha         | 59,87 | 15,29 | 8,28  | 15,29 | 157      |
| Avis                 | 52,29 | 21,01 | 14,99 | 7,81  | 947      |
| Benavila e Valongo   | 46,74 | 27,34 | 16,23 | 4,06  | 567      |
| Ervedal              | 54,17 | 17,31 | 15,71 | 5,45  | 312      |
| Figueira e Barros    | 58,89 | 28,89 | 6,67  | 2,78  | 180      |
| Avis                 | 54,91 | 20,57 | 13,92 | 6,24  | 2 435    |

#### Assembleia Municipal
| Partido                 | Partido                        | Votos | %               | +/-  | Deputados | +/-     |
| ----------------------- | ------------------------------ | ----- | --------------- | ---- | --------- | ------- |
|                         | Coligação Democrática Unitária | 1 193 | 48,99 / 100,00  | 7,65 | 8 / 15    | 1       |
|                         | Partido Socialista             | 551   | 22,63 / 100,00  | 8,38 | 4 / 15    | 1       |
|                         | Grupo de Cidadãos por Avis     | 409   | 16,80 / 100,00  | Novo | 2 / 15    | Novo    |
|                         | Partido Social Democrata       | 145   | 5,95 / 100,00   | 1,17 | 1 / 15    | Estável |
| Votos Inválidos         | Votos Inválidos                | 137   | 5,63 / 100,00   | 0,41 |           |         |
| Total                   | Total                          | 2 435 | 100,00 / 100,00 |      | 15 / 15   |         |
| Eleitorado/Participação | Eleitorado/Participação        | 3 433 | 70,93 / 100,00  | 0,98 |           |         |

| Freguesia            | %     | %     | %     | %    | Votantes |
| Freguesia            | CDU   | PS    | GCA   | PSD  | Votantes |
| -------------------- | ----- | ----- | ----- | ---- | -------- |
| Freguesia            |       |       |       |      | Votantes |
| Alcórrego e Maranhão | 70,59 | 5,88  | 14,34 | 2,94 | 272      |
| Aldeia Velha         | 54,78 | 21,02 | 12,10 | 8,28 | 157      |
| Avis                 | 46,36 | 22,70 | 18,80 | 7,60 | 947      |
| Benavila e Valongo   | 42,33 | 28,57 | 17,99 | 3,53 | 567      |
| Ervedal              | 43,91 | 23,08 | 18,27 | 8,33 | 312      |
| Figueira e Barros    | 55,00 | 29,44 | 7,78  | 3,33 | 180      |
| Avis                 | 48,99 | 22,63 | 16,80 | 5,95 | 2 435    |

#### Juntas de Freguesia
| Partido                 | Partido                        | Votos | %               | +/-  | Presidentes | +/-     | Mandatos | +/-     |
| ----------------------- | ------------------------------ | ----- | --------------- | ---- | ----------- | ------- | -------- | ------- |
|                         | Coligação Democrática Unitária | 1 224 | 50,27 / 100,00  | 7,57 | 6 / 6       | 1       | 29 / 44  | Estável |
|                         | Partido Socialista             | 560   | 23,00 / 100,00  | 8,71 | 0 / 6       | 1       | 9 / 44   | 5       |
|                         | Grupo de Cidadãos              | 418   | 17,17 / 100,00  | -    | 0 / 6       | -       | 6 / 44   | -       |
|                         | Partido Social Democrata       | 104   | 4,27 / 100,00   | 1,42 | 0 / 6       | Estável | 0 / 44   | 1       |
| Votos Inválidos         | Votos Inválidos                | 129   | 5,30 / 100,00   | 0,54 |             |         |          |         |
| Total                   | Total                          | 2 435 | 100,00 / 100,00 |      | 6 / 6       |         | 44 / 44  |         |
| Eleitorado/Participação | Eleitorado/Participação        | 3 433 | 70,93 / 100,00  | 0,98 |             |         |          |         |

| Freguesia            | Partido Vencedor | Partido Vencedor               | %              | Mandatos |
| -------------------- | ---------------- | ------------------------------ | -------------- | -------- |
| Alcórrego e Maranhão |                  | Coligação Democrática Unitária | 75,00 / 100,00 | 6 / 7    |
| Aldeia Velha         |                  | Coligação Democrática Unitária | 58,60 / 100,00 | 5 / 7    |
| Avis                 |                  | Coligação Democrática Unitária | 45,62 / 100,00 | 5 / 9    |
| Benavila e Valongo   |                  | Coligação Democrática Unitária | 44,97 / 100,00 | 4 / 7    |
| Ervedal              |                  | Coligação Democrática Unitária | 43,59 / 100,00 | 4 / 7    |
| Figueira e Barros    |                  | Coligação Democrática Unitária | 58,33 / 100,00 | 5 / 7    |

### Campo Maior

#### Câmara Municipal
| Partido                 | Partido                        | Votos | %               | +/-   | Vereadores | +/-     |
| ----------------------- | ------------------------------ | ----- | --------------- | ----- | ---------- | ------- |
|                         | Partido Socialista             | 2 224 | 52,40 / 100,00  | 12,60 | 3 / 5      | 1       |
|                         | Coligação Democrática Unitária | 1 271 | 29,95 / 100,00  | 3,49  | 2 / 5      | 1       |
|                         | CHEGA                          | 492   | 11,59 / 100,00  | Novo  | 0 / 5      | Novo    |
|                         | Bloco de Esquerda              | 92    | 2,17 / 100,00   | 0,86  | 0 / 5      | Estável |
| Votos Inválidos         | Votos Inválidos                | 165   | 3,89 / 100,00   | 0,19  |            |         |
| Total                   | Total                          | 4 244 | 100,00 / 100,00 |       | 5 / 5      |         |
| Eleitorado/Participação | Eleitorado/Participação        | 7 054 | 60,16 / 100,00  | 3,32  |            |         |

| Freguesia                            | %     | %     | %     | %    | Votantes |
| Freguesia                            | PS    | CDU   | CH    | BE   | Votantes |
| ------------------------------------ | ----- | ----- | ----- | ---- | -------- |
| Freguesia                            |       |       |       |      | Votantes |
| Nossa Senhora da Expectação          | 48,79 | 30,96 | 12,71 | 3,16 | 1 896    |
| Nossa Senhora da Graça dos Degolados | 56,98 | 31,56 | 8,38  | 0,84 | 358      |
| São João Batista                     | 55,03 | 28,69 | 11,11 | 1,46 | 1 990    |
| Campo Maior                          | 52,40 | 29,95 | 11,59 | 2,17 | 4 244    |

#### Assembleia Municipal
| Partido                 | Partido                        | Votos | %               | +/-  | Deputados | +/-     |
| ----------------------- | ------------------------------ | ----- | --------------- | ---- | --------- | ------- |
|                         | Partido Socialista             | 1 989 | 46,87 / 100,00  | 1,13 | 8 / 15    | Estável |
|                         | Coligação Democrática Unitária | 1 510 | 35,58 / 100,00  | 6,42 | 6 / 15    | 1       |
|                         | CHEGA                          | 470   | 11,07 / 100,00  | Novo | 1 / 15    | Novo    |
|                         | Bloco de Esquerda              | 108   | 2,54 / 100,00   | 0,39 | 0 / 15    | Estável |
| Votos Inválidos         | Votos Inválidos                | 167   | 3,94 / 100,00   | 0,29 |           |         |
| Total                   | Total                          | 4 244 | 100,00 / 100,00 |      | 15 / 15   |         |
| Eleitorado/Participação | Eleitorado/Participação        | 7 054 | 60,16 / 100,00  | 3,32 |           |         |

| Freguesia                            | %     | %     | %     | %    | Votantes |
| Freguesia                            | PS    | CDU   | CH    | BE   | Votantes |
| ------------------------------------ | ----- | ----- | ----- | ---- | -------- |
| Freguesia                            |       |       |       |      | Votantes |
| Nossa Senhora da Expectação          | 43,83 | 36,39 | 11,39 | 3,74 | 1 896    |
| Nossa Senhora da Graça dos Degolados | 56,15 | 31,01 | 8,38  | 1,40 | 358      |
| São João Batista                     | 48,09 | 35,63 | 11,26 | 1,61 | 1 990    |
| Campo Maior                          | 46,87 | 35,58 | 11,07 | 2,54 | 4 244    |

#### Juntas de Freguesia
| Partido                 | Partido                        | Votos | %               | +/-   | Presidentes | +/-     | Mandatos | +/-     |
| ----------------------- | ------------------------------ | ----- | --------------- | ----- | ----------- | ------- | -------- | ------- |
|                         | Partido Socialista             | 2 044 | 48,17 / 100,00  | 12,39 | 2 / 3       | 1       | 15 / 25  | 2       |
|                         | Coligação Democrática Unitária | 1 629 | 38,39 / 100,00  | 6,89  | 1 / 3       | 1       | 9 / 25   | 1       |
|                         | CHEGA                          | 229   | 5,40 / 100,00   | Novo  | 0 / 3       | Novo    | 1 / 25   | Novo    |
|                         | Bloco de Esquerda              | 134   | 3,16 / 100,00   | 0,49  | 0 / 3       | Estável | 0 / 25   | Estável |
| Votos Inválidos         | Votos Inválidos                | 207   | 4,88 / 100,00   | 0,39  |             |         |          |         |
| Total                   | Total                          | 4 243 | 100,00 / 100,00 |       | 3 / 3       |         | 25 / 25  |         |
| Eleitorado/Participação | Eleitorado/Participação        | 7 054 | 60,15 / 100,00  | 3,33  |             |         |          |         |

| Freguesia                            | Partido Vencedor | Partido Vencedor               | %              | Mandatos |
| ------------------------------------ | ---------------- | ------------------------------ | -------------- | -------- |
| Nossa Senhora da Expectação          |                  | Coligação Democrática Unitária | 42,69 / 100,00 | 4 / 9    |
| Nossa Senhora da Graça dos Degolados |                  | Partido Socialista             | 55,59 / 100,00 | 5 / 7    |
| São João Batista                     |                  | Partido Socialista             | 56,03 / 100,00 | 6 / 9    |

### Castelo de Vide

#### Câmara Municipal
| Partido                 | Partido                        | Votos | %               | +/-  | Vereadores | +/-     |
| ----------------------- | ------------------------------ | ----- | --------------- | ---- | ---------- | ------- |
|                         | Partido Social Democrata       | 1 004 | 50,40 / 100,00  | 6,65 | 3 / 5      | Estável |
|                         | Partido Socialista             | 839   | 42,12 / 100,00  | 9,20 | 2 / 5      | Estável |
|                         | Coligação Democrática Unitária | 57    | 2,86 / 100,00   | 1,49 | 0 / 5      | Estável |
|                         | CDS – Partido Popular          | 24    | 1,20 / 100,00   | 0,33 | 0 / 5      | Estável |
| Votos Inválidos         | Votos Inválidos                | 68    | 3,41 / 100,00   | 0,75 |            |         |
| Total                   | Total                          | 1 992 | 100,00 / 100,00 |      | 5 / 5      |         |
| Eleitorado/Participação | Eleitorado/Participação        | 2 684 | 74,22 / 100,00  | 1,32 |            |         |

| Freguesia                                | %     | %     | %    | %    | Votantes |
| Freguesia                                | PSD   | PS    | CDU  | CDS  | Votantes |
| ---------------------------------------- | ----- | ----- | ---- | ---- | -------- |
| Freguesia                                |       |       |      |      | Votantes |
| Nossa Senhora da Graça de Póvoa e Meadas | 33,80 | 57,82 | 2,51 | 0,84 | 358      |
| Santa Maria da Devesa                    | 50,73 | 41,37 | 3,53 | 1,25 | 962      |
| Santiago Maior                           | 64,57 | 30,86 | 0,57 | 1,14 | 175      |
| São João Batista                         | 56,74 | 36,22 | 2,62 | 1,41 | 497      |
| Castelo de Vide                          | 50,40 | 42,12 | 2,86 | 1,20 | 1 992    |

#### Assembleia Municipal
| Partido                 | Partido                        | Votos | %               | +/-  | Deputados | +/-     |
| ----------------------- | ------------------------------ | ----- | --------------- | ---- | --------- | ------- |
|                         | Partido Social Democrata       | 960   | 48,22 / 100,00  | 3,09 | 8 / 15    | Estável |
|                         | Partido Socialista             | 887   | 44,55 / 100,00  | 7,04 | 7 / 15    | 1       |
|                         | Coligação Democrática Unitária | 81    | 4,07 / 100,00   | 2,33 | 0 / 15    | 1       |
| Votos Inválidos         | Votos Inválidos                | 63    | 3,16 / 100,00   | 0,62 |           |         |
| Total                   | Total                          | 1 991 | 100,00 / 100,00 |      | 15 / 15   |         |
| Eleitorado/Participação | Eleitorado/Participação        | 2 684 | 74,18 / 100,00  | 1,28 |           |         |

| Freguesia                                | %     | %     | %    | Votantes |
| Freguesia                                | PSD   | PS    | CDU  | Votantes |
| ---------------------------------------- | ----- | ----- | ---- | -------- |
| Freguesia                                |       |       |      | Votantes |
| Nossa Senhora da Graça de Póvoa e Meadas | 30,45 | 60,34 | 3,91 | 358      |
| Santa Maria da Devesa                    | 48,49 | 44,33 | 4,58 | 961      |
| Santiago Maior                           | 67,43 | 27,43 | 2,29 | 175      |
| São João Batista                         | 53,72 | 39,64 | 3,82 | 497      |
| Castelo de Vide                          | 48,22 | 44,55 | 4,07 | 1 991    |

#### Juntas de Freguesia
| Partido                 | Partido                        | Votos | %               | +/-  | Presidentes | +/-     | Mandatos | +/-     |
| ----------------------- | ------------------------------ | ----- | --------------- | ---- | ----------- | ------- | -------- | ------- |
|                         | Partido Social Democrata       | 931   | 46,76 / 100,00  | 7,56 | 2 / 4       | 1       | 16 / 30  | 3       |
|                         | Partido Socialista             | 898   | 45,10 / 100,00  | 9,17 | 2 / 4       | 1       | 14 / 30  | 3       |
|                         | Coligação Democrática Unitária | 83    | 4,17 / 100,00   | 2,18 | 0 / 4       | Estável | 0 / 30   | Estável |
| Votos Inválidos         | Votos Inválidos                | 79    | 3,97 / 100,00   | 0,58 |             |         |          |         |
| Total                   | Total                          | 1 991 | 100,00 / 100,00 |      | 4 / 4       |         | 30 / 30  |         |
| Eleitorado/Participação | Eleitorado/Participação        | 2 684 | 74,18 / 100,00  | 1,28 |             |         |          |         |

| Freguesia                                | Partido Vencedor | Partido Vencedor         | %              | Mandatos |
| ---------------------------------------- | ---------------- | ------------------------ | -------------- | -------- |
| Nossa Senhora da Graça de Póvoa e Meadas |                  | Partido Socialista       | 65,36 / 100,00 | 5 / 7    |
| Santa Maria da Devesa                    |                  | Partido Socialista       | 46,51 / 100,00 | 5 / 9    |
| Santiago Maior                           |                  | Partido Social Democrata | 73,71 / 100,00 | 6 / 7    |
| São João Batista                         |                  | Partido Social Democrata | 57,34 / 100,00 | 4 / 7    |

### Crato

#### Câmara Municipal
| Partido                 | Partido                        | Votos | %               | +/-   | Vereadores | +/-     |
| ----------------------- | ------------------------------ | ----- | --------------- | ----- | ---------- | ------- |
|                         | Partido Socialista             | 1 009 | 43,93 / 100,00  | 0,87  | 2 / 5      | Estável |
|                         | Nós, Cidadãos!                 | 440   | 19,16 / 100,00  | -     | 1 / 5      | -       |
|                         | Partido Social Democrata       | 423   | 18,42 / 100,00  | 10,40 | 1 / 5      | 1       |
|                         | Coligação Democrática Unitária | 351   | 15,28 / 100,00  | 9,33  | 1 / 5      | Estável |
|                         | CHEGA                          | 20    | 0,87 / 100,00   | Novo  | 0 / 5      | Novo    |
| Votos Inválidos         | Votos Inválidos                | 54    | 2,35 / 100,00   | 0,37  |            |         |
| Total                   | Total                          | 2 297 | 100,00 / 100,00 |       | 5 / 5      |         |
| Eleitorado/Participação | Eleitorado/Participação        | 2 974 | 77,24 / 100,00  | 0,35  |            |         |

| Freguesia                                     | %     | %     | %     | %     | %    | Votantes |
| Freguesia                                     | PS    | NC    | PSD   | CDU   | CH   | Votantes |
| --------------------------------------------- | ----- | ----- | ----- | ----- | ---- | -------- |
| Freguesia                                     |       |       |       |       |      | Votantes |
| Aldeia da Mata                                | 45,04 | 6,61  | 38,04 | 7,02  | 0,41 | 242      |
| Crato e Mártires, Flor da Rosa e Vale do Peso | 43,90 | 20,97 | 12,26 | 19,30 | 1,02 | 1 378    |
| Gáfete                                        | 48,83 | 23,93 | 15,37 | 9,14  | 0,39 | 514      |
| Monte da Pedra                                | 26,99 | 7,36  | 49,69 | 12,88 | 1,84 | 163      |
| Crato                                         | 43,93 | 19,16 | 18,42 | 15,28 | 0,87 | 2 297    |

#### Assembleia Municipal
| Partido                 | Partido                        | Votos | %               | +/-  | Deputados | +/- |
| ----------------------- | ------------------------------ | ----- | --------------- | ---- | --------- | --- |
|                         | Partido Socialista             | 1 023 | 44,54 / 100,00  | 0,11 | 8 / 15    | 1   |
|                         | Partido Social Democrata       | 454   | 19,76 / 100,00  | 8,19 | 3 / 15    | 1   |
|                         | Nós, Cidadãos!                 | 380   | 16,54 / 100,00  | -    | 2 / 15    | -   |
|                         | Coligação Democrática Unitária | 372   | 16,20 / 100,00  | 7,09 | 2 / 15    | 2   |
| Votos Inválidos         | Votos Inválidos                | 68    | 2,96 / 100,00   | 0,26 |           |     |
| Total                   | Total                          | 2 297 | 100,00 / 100,00 |      | 15 / 15   |     |
| Eleitorado/Participação | Eleitorado/Participação        | 2 974 | 77,24 / 100,00  | 0,35 |           |     |

| Freguesia                                     | %     | %     | %     | %     | Votantes |
| Freguesia                                     | PS    | PSD   | NC    | CDU   | Votantes |
| --------------------------------------------- | ----- | ----- | ----- | ----- | -------- |
| Freguesia                                     |       |       |       |       | Votantes |
| Aldeia da Mata                                | 45,04 | 40,50 | 6,61  | 4,96  | 242      |
| Crato e Mártires, Flor da Rosa e Vale do Peso | 45,65 | 13,64 | 16,91 | 20,68 | 1 378    |
| Gáfete                                        | 47,67 | 15,37 | 23,93 | 10,31 | 534      |
| Monte da Pedra                                | 24,54 | 54,60 | 4,91  | 13,50 | 163      |
| Crato                                         | 44,54 | 19,76 | 16,54 | 16,20 | 2 297    |

#### Juntas de Freguesia
| Partido                 | Partido                        | Votos | %               | +/-   | Presidentes | +/-     | Mandatos | +/-     |
| ----------------------- | ------------------------------ | ----- | --------------- | ----- | ----------- | ------- | -------- | ------- |
|                         | Partido Socialista             | 987   | 42,97 / 100,00  | 1,83  | 2 / 4       | Estável | 13 / 30  | Estável |
|                         | Partido Social Democrata       | 516   | 22,46 / 100,00  | 6,29  | 2 / 4       | Estável | 12 / 30  | 1       |
|                         | Coligação Democrática Unitária | 371   | 16,15 / 100,00  | 10,45 | 0 / 4       | Estável | 2 / 30   | 2       |
|                         | Nós, Cidadãos!                 | 363   | 15,80 / 100,00  | -     | 0 / 4       | -       | 3 / 30   | -       |
| Votos Inválidos         | Votos Inválidos                | 60    | 2,62 / 100,00   | 0,27  |             |         |          |         |
| Total                   | Total                          | 2 297 | 100,00 / 100,00 |       | 4 / 4       |         | 30 / 30  |         |
| Eleitorado/Participação | Eleitorado/Participação        | 2 974 | 77,24 / 100,00  | 0,35  |             |         |          |         |

| Freguesia                                     | Partido Vencedor | Partido Vencedor         | %              | Mandatos |
| --------------------------------------------- | ---------------- | ------------------------ | -------------- | -------- |
| Aldeia da Mata                                |                  | Partido Social Democrata | 57,44 / 100,00 | 5 / 7    |
| Crato e Mártires, Flor da Rosa e Vale do Peso |                  | Partido Socialista       | 45,90 / 100,00 | 5 / 9    |
| Gáfete                                        |                  | Partido Socialista       | 44,16 / 100,00 | 4 / 7    |
| Monte da Pedra                                |                  | Partido Social Democrata | 58,64 / 100,00 | 5 / 7    |

### Elvas

#### Câmara Municipal
| Partido                 | Partido                        | Votos  | %               | +/-   | Vereadores | +/-     |
| ----------------------- | ------------------------------ | ------ | --------------- | ----- | ---------- | ------- |
|                         | Movimento Cívico Por Elvas     | 3 906  | 37,87 / 100,00  | Novo  | 3 / 7      | Novo    |
|                         | Partido Socialista             | 3 218  | 31,20 / 100,00  | 17,73 | 3 / 7      | 1       |
|                         | PSD-CDS                        | 1 430  | 13,86 / 100,00  | -     | 1 / 7      | -       |
|                         | CHEGA                          | 1 007  | 9,76 / 100,00   | Novo  | 0 / 7      | Novo    |
|                         | Coligação Democrática Unitária | 397    | 3,85 / 100,00   | 0,82  | 0 / 7      | Estável |
| Votos Inválidos         | Votos Inválidos                | 357    | 3,46 / 100,00   | 0,63  |            |         |
| Total                   | Total                          | 10 315 | 100,00 / 100,00 |       | 7 / 7      |         |
| Eleitorado/Participação | Eleitorado/Participação        | 18 781 | 54,92 / 100,00  | 2,08  |            |         |

| Freguesia                                   | %     | %     | %        | %     | %    | Votantes |
| Freguesia                                   | MCPE  | PS    | PSD- CDS | CH    | CDU  | Votantes |
| ------------------------------------------- | ----- | ----- | -------- | ----- | ---- | -------- |
| Freguesia                                   |       |       |          |       |      | Votantes |
| Assunção, Ajuda, Salvador e Santo Ildefonso | 33,86 | 29,40 | 18,60    | 11,49 | 3,24 | 4 350    |
| Barbacena e Vila Fernando                   | 38,56 | 31,78 | 12,92    | 6,57  | 4,45 | 472      |
| Caia, São Pedro e Alcáçova                  | 48,59 | 26,66 | 9,51     | 8,21  | 3,52 | 2 303    |
| Santa Eulália                               | 42,00 | 40,06 | 7,43     | 4,68  | 2,58 | 619      |
| São Brás e São Lourenço                     | 30,35 | 40,00 | 13,53    | 11,53 | 2,12 | 850      |
| São Vicente e Ventosa                       | 26,98 | 43,68 | 15,85    | 9,42  | 1,71 | 467      |
| Terrugem e Vila Boim                        | 38,92 | 30,54 | 8,45     | 9,25  | 8,93 | 1 254    |
| Elvas                                       | 37,87 | 31,20 | 13,86    | 9,76  | 3,85 | 10 315   |

#### Assembleia Municipal
| Partido                 | Partido                        | Votos  | %               | +/-   | Deputados | +/-  |
| ----------------------- | ------------------------------ | ------ | --------------- | ----- | --------- | ---- |
|                         | Movimento Cívico Por Elvas     | 3 675  | 35,63 / 100,00  | Novo  | 8 / 21    | Novo |
|                         | Partido Socialista             | 3 143  | 30,47 / 100,00  | 16,41 | 7 / 21    | 5    |
|                         | PSD-CDS                        | 1 518  | 14,72 / 100,00  | -     | 3 / 21    | -    |
|                         | CHEGA                          | 1 137  | 11,02 / 100,00  | Novo  | 2 / 21    | Novo |
|                         | Coligação Democrática Unitária | 458    | 4,44 / 100,00   | 0,70  | 1 / 21    | 1    |
| Votos Inválidos         | Votos Inválidos                | 384    | 3,72 / 100,00   | 0,62  |           |      |
| Total                   | Total                          | 10 315 | 100,00 / 100,00 |       | 21 / 21   |      |
| Eleitorado/Participação | Eleitorado/Participação        | 18 781 | 54,92 / 100,00  | 2,07  |           |      |

| Freguesia                                   | %     | %     | %        | %     | %    | Votantes |
| Freguesia                                   | MCPE  | PS    | PSD- CDS | CH    | CDU  | Votantes |
| ------------------------------------------- | ----- | ----- | -------- | ----- | ---- | -------- |
| Freguesia                                   |       |       |          |       |      | Votantes |
| Assunção, Ajuda, Salvador e Santo Ildefonso | 32,07 | 27,79 | 19,77    | 12,46 | 4,25 | 4 350    |
| Barbacena e Vila Fernando                   | 33,69 | 29,24 | 14,19    | 10,17 | 5,30 | 472      |
| Caia, São Pedro e Alcáçova                  | 47,42 | 27,14 | 9,81     | 8,64  | 3,69 | 2 303    |
| Santa Eulália                               | 40,23 | 41,03 | 6,46     | 6,14  | 2,26 | 619      |
| São Brás e São Lourenço                     | 26,94 | 39,88 | 14,59    | 14,24 | 2,00 | 850      |
| São Vicente e Ventosa                       | 23,13 | 44,54 | 15,85    | 11,13 | 3,21 | 467      |
| Terrugem e Vila Boim                        | 35,33 | 29,51 | 10,13    | 10,93 | 9,33 | 1 254    |
| Elvas                                       | 35,63 | 30,47 | 14,72    | 11,02 | 4,44 | 10 315   |

#### Juntas de Freguesia
| Partido                 | Partido                        | Votos  | %               | +/-   | Presidentes | +/-     | Mandatos | +/-  |
| ----------------------- | ------------------------------ | ------ | --------------- | ----- | ----------- | ------- | -------- | ---- |
|                         | Grupo de Cidadãos              | 3 728  | 36,14 / 100,00  | 10,22 | 5 / 7       | 5       | 24 / 61  | 10   |
|                         | Partido Socialista             | 3 676  | 35,63 / 100,00  | 10,65 | 2 / 7       | 4       | 29 / 61  | 9    |
|                         | PSD-CDS                        | 1 279  | 12,40 / 100,00  | -     | 0 / 7       | -       | 5 / 61   | -    |
|                         | CHEGA                          | 682    | 6,61 / 100,00   | Novo  | 0 / 7       | Novo    | 2 / 61   | Novo |
|                         | Coligação Democrática Unitária | 555    | 5,38 / 100,00   | 0,83  | 0 / 7       | Estável | 1 / 61   | 1    |
| Votos Inválidos         | Votos Inválidos                | 396    | 3,84 / 100,00   | 0,33  |             |         |          |      |
| Total                   | Total                          | 10 316 | 100,00 / 100,00 |       | 7 / 7       |         | 61 / 61  | 4    |
| Eleitorado/Participação | Eleitorado/Participação        | 18 781 | 54,93 / 100,00  | 2,06  |             |         |          |      |

| Freguesia                                   | Partido Vencedor | Partido Vencedor   | %              | Mandatos |
| ------------------------------------------- | ---------------- | ------------------ | -------------- | -------- |
| Assunção, Ajuda, Salvador e Santo Ildefonso |                  | Grupo de Cidadãos  | 32,66 / 100,00 | 5 / 13   |
| Barbacena e Vila Fernando                   |                  | Grupo de Cidadãos  | 34,32 / 100,00 | 3 / 7    |
| Caia, São Pedro e Alcáçova                  |                  | Grupo de Cidadãos  | 48,37 / 100,00 | 5 / 9    |
| Santa Eulália                               |                  | Grupo de Cidadãos  | 47,66 / 100,00 | 4 / 7    |
| São Brás e São Lourenço                     |                  | Partido Socialista | 51,06 / 100,00 | 5 / 9    |
| São Vicente e Ventosa                       |                  | Partido Socialista | 64,67 / 100,00 | 6 / 7    |
| Terrugem e Vila Boim                        |                  | Grupo de Cidadãos  | 37,48 / 100,00 | 4 / 9    |

### Fronteira

#### Câmara Municipal
| Partido                 | Partido                        | Votos | %               | +/-   | Vereadores | +/-     |
| ----------------------- | ------------------------------ | ----- | --------------- | ----- | ---------- | ------- |
|                         | Partido Social Democrata       | 1 082 | 58,11 / 100,00  | 1,24  | 4 / 5      | 1       |
|                         | Partido Socialista             | 413   | 22,18 / 100,00  | 11,31 | 1 / 5      | 1       |
|                         | CHEGA                          | 157   | 8,43 / 100,00   | Novo  | 0 / 5      | Novo    |
|                         | Coligação Democrática Unitária | 101   | 5,42 / 100,00   | 0,90  | 0 / 5      | Estável |
| Votos Inválidos         | Votos Inválidos                | 109   | 5,85 / 100,00   | 2,59  |            |         |
| Total                   | Total                          | 1 862 | 100,00 / 100,00 |       | 5 / 5      |         |
| Eleitorado/Participação | Eleitorado/Participação        | 2 617 | 71,15 / 100,00  | 6,64  |            |         |

| Freguesia      | %     | %     | %     | %    | Votantes |
| Freguesia      | PSD   | PS    | CH    | CDU  | Votantes |
| -------------- | ----- | ----- | ----- | ---- | -------- |
| Freguesia      |       |       |       |      | Votantes |
| Cabeço de Vide | 60,74 | 21,88 | 6,25  | 8,20 | 512      |
| Fronteira      | 56,09 | 21,87 | 10,30 | 3,83 | 1 175    |
| São Saturnino  | 64,00 | 25,14 | 2,29  | 8,00 | 175      |
| Fronteira      | 58,11 | 22,18 | 8,43  | 5,42 | 1 862    |

#### Assembleia Municipal
| Partido                 | Partido                        | Votos | %               | +/-   | Deputados | +/-     |
| ----------------------- | ------------------------------ | ----- | --------------- | ----- | --------- | ------- |
|                         | Partido Social Democrata       | 1 107 | 59,45 / 100,00  | 0,53  | 10 / 15   | Estável |
|                         | Partido Socialista             | 368   | 19,76 / 100,00  | 10,89 | 3 / 15    | 2       |
|                         | CHEGA                          | 152   | 8,16 / 100,00   | Novo  | 1 / 15    | Novo    |
|                         | Coligação Democrática Unitária | 117   | 6,28 / 100,00   | 1,11  | 1 / 15    | 1       |
| Votos Inválidos         | Votos Inválidos                | 118   | 6,34 / 100,00   | 3,17  |           |         |
| Total                   | Total                          | 1 862 | 100,00 / 100,00 |       | 15 / 15   |         |
| Eleitorado/Participação | Eleitorado/Participação        | 2 617 | 71,15 / 100,00  | 6,64  |           |         |

| Freguesia      | %     | %     | %    | %    | Votantes |
| Freguesia      | PSD   | PS    | CH   | CDU  | Votantes |
| -------------- | ----- | ----- | ---- | ---- | -------- |
| Freguesia      |       |       |      |      | Votantes |
| Cabeço de Vide | 59,96 | 21,09 | 6,05 | 9,57 | 512      |
| Fronteira      | 59,40 | 17,96 | 9,87 | 4,34 | 1 175    |
| São Saturnino  | 58,29 | 28,00 | 2,86 | 9,71 | 175      |
| Fronteira      | 59,45 | 19,76 | 8,16 | 6,28 | 1 862    |

#### Juntas de Freguesia
| Partido                 | Partido                        | Votos | %               | +/-   | Presidentes | +/-     | Mandatos | +/-     |
| ----------------------- | ------------------------------ | ----- | --------------- | ----- | ----------- | ------- | -------- | ------- |
|                         | Partido Social Democrata       | 786   | 42,21 / 100,00  | 10,65 | 2 / 3       | 1       | 14 / 23  | Estável |
|                         | PDR-MPT                        | 531   | 28,52 / 100,00  | Novo  | 1 / 3       | Novo    | 5 / 23   | Novo    |
|                         | Partido Socialista             | 261   | 14,02 / 100,00  | 19,98 | 0 / 3       | Estável | 4 / 23   | 4       |
|                         | Coligação Democrática Unitária | 138   | 7,41 / 100,00   | 0,60  | 0 / 3       | Estável | 0 / 23   | 1       |
|                         | CHEGA                          | 72    | 3,87 / 100,00   | Novo  | 0 / 3       | Novo    | 0 / 23   | Novo    |
| Votos Inválidos         | Votos Inválidos                | 74    | 3,97 / 100,00   | 0,99  |             |         |          |         |
| Total                   | Total                          | 1 862 | 100,00 / 100,00 |       | 3 / 3       |         | 23 / 23  |         |
| Eleitorado/Participação | Eleitorado/Participação        | 2 617 | 71,15 / 100,00  | 6,64  |             |         |          |         |

| Freguesia      | Partido Vencedor | Partido Vencedor         | %              | Mandatos |
| -------------- | ---------------- | ------------------------ | -------------- | -------- |
| Cabeço de Vide |                  | Partido Social Democrata | 61,13 / 100,00 | 6 / 7    |
| Fronteira      |                  | PDR-MPT                  | 45,19 / 100,00 | 5 / 9    |
| São Saturnino  |                  | Partido Social Democrata | 56,57 / 100,00 | 5 / 7    |

### Gavião

#### Câmara Municipal
| Partido                 | Partido                        | Votos | %               | +/-   | Vereadores | +/-  |
| ----------------------- | ------------------------------ | ----- | --------------- | ----- | ---------- | ---- |
|                         | Partido Socialista             | 1 051 | 47,24 / 100,00  | 16,75 | 3 / 5      | 1    |
|                         | Coligação Democrática Unitária | 545   | 24,49 / 100,00  | 10,54 | 1 / 5      | 1    |
|                         | Partido Social Democrata       | 451   | 20,27 / 100,00  | -     | 1 / 5      | -    |
|                         | CHEGA                          | 82    | 3,69 / 100,00   | Novo  | 0 / 5      | Novo |
| Votos Inválidos         | Votos Inválidos                | 96    | 4,11 / 100,00   | 1,07  |            |      |
| Total                   | Total                          | 2 225 | 100,00 / 100,00 |       | 5 / 5      |      |
| Eleitorado/Participação | Eleitorado/Participação        | 3 200 | 69,53 / 100,00  | 0,56  |            |      |

| Freguesia        | %     | %     | %     | %    | Votantes |
| Freguesia        | PS    | CDU   | PSD   | CH   | Votantes |
| ---------------- | ----- | ----- | ----- | ---- | -------- |
| Freguesia        |       |       |       |      | Votantes |
| Belver           | 47,92 | 27,86 | 16,41 | 2,08 | 384      |
| Comenda          | 33,69 | 45,71 | 14,16 | 3,00 | 466      |
| Gavião e Atalaia | 54,14 | 10,75 | 26,04 | 4,64 | 1 014    |
| Margem           | 44,60 | 32,13 | 16,07 | 3,60 | 361      |
| Gavião           | 47,24 | 24,49 | 20,27 | 3,69 | 2 225    |

#### Assembleia Municipal
| Partido                 | Partido                        | Votos | %               | +/-   | Deputados | +/-  |
| ----------------------- | ------------------------------ | ----- | --------------- | ----- | --------- | ---- |
|                         | Partido Socialista             | 1 069 | 48,04 / 100,00  | 11,63 | 8 / 15    | 2    |
|                         | Partido Social Democrata       | 486   | 21,84 / 100,00  | -     | 3 / 15    | -    |
|                         | Coligação Democrática Unitária | 464   | 20,85 / 100,00  | 4,97  | 3 / 15    | 1    |
|                         | CHEGA                          | 126   | 5,66 / 100,00   | Novo  | 1 / 15    | Novo |
| Votos Inválidos         | Votos Inválidos                | 80    | 3,60 / 100,00   | 1,75  |           |      |
| Total                   | Total                          | 2 225 | 100,00 / 100,00 |       | 5 / 5     |      |
| Eleitorado/Participação | Eleitorado/Participação        | 3 200 | 69,53 / 100,00  | 0,59  |           |      |

| Freguesia        | %     | %     | %     | %    | Votantes |
| Freguesia        | PS    | PSD   | CDU   | CH   | Votantes |
| ---------------- | ----- | ----- | ----- | ---- | -------- |
| Freguesia        |       |       |       |      | Votantes |
| Belver           | 57,03 | 16,41 | 21,09 | 2,34 | 384      |
| Comenda          | 36,70 | 14,16 | 41,85 | 3,00 | 466      |
| Gavião e Atalaia | 50,10 | 29,68 | 7,99  | 8,09 | 1 014    |
| Margem           | 47,37 | 15,51 | 29,64 | 5,82 | 361      |
| Gavião           | 48,04 | 21,84 | 20,85 | 5,66 | 2 225    |

#### Juntas de Freguesia
| Partido                 | Partido                        | Votos | %               | +/-   | Presidentes | +/-  | Mandatos | +/-  |
| ----------------------- | ------------------------------ | ----- | --------------- | ----- | ----------- | ---- | -------- | ---- |
|                         | Partido Socialista             | 1 133 | 50,92 / 100,00  | 10,61 | 3 / 4       | 1    | 18 / 30  | 3    |
|                         | Coligação Democrática Unitária | 490   | 22,02 / 100,00  | 0,80  | 1 / 4       | 1    | 7 / 30   | 1    |
|                         | Partido Social Democrata       | 348   | 15,64 / 100,00  | -     | 0 / 4       | -    | 4 / 30   | -    |
|                         | CHEGA                          | 168   | 7,55 / 100,00   | Novo  | 0 / 4       | Novo | 1 / 30   | Novo |
| Votos Inválidos         | Votos Inválidos                | 86    | 3,87 / 100,00   | 0,56  |             |      |          |      |
| Total                   | Total                          | 2 225 | 100,00 / 100,00 |       | 4 / 4       |      | 30 / 30  |      |
| Eleitorado/Participação | Eleitorado/Participação        | 3 200 | 69,53 / 100,00  | 0,56  |             |      |          |      |

| Freguesia        | Partido Vencedor | Partido Vencedor               | %              | Mandatos |
| ---------------- | ---------------- | ------------------------------ | -------------- | -------- |
| Belver           |                  | Partido Socialista             | 72,92 / 100,00 | 6 / 7    |
| Comenda          |                  | Coligação Democrática Unitária | 50,00 / 100,00 | 4 / 7    |
| Gavião e Atalaia |                  | Partido Socialista             | 48,13 / 100,00 | 5 / 9    |
| Margem           |                  | Partido Socialista             | 47,37 / 100,00 | 4 / 7    |

### Marvão

#### Câmara Municipal
| Partido                 | Partido                        | Votos | %               | +/-   | Vereadores | +/-     |
| ----------------------- | ------------------------------ | ----- | --------------- | ----- | ---------- | ------- |
|                         | PSD-CDS                        | 989   | 48,20 / 100,00  | -     | 3 / 5      | -       |
|                         | Partido Socialista             | 907   | 44,20 / 100,00  | 12,53 | 2 / 5      | Estável |
|                         | Coligação Democrática Unitária | 52    | 2,53 / 100,00   | 1,29  | 0 / 5      | Estável |
|                         | CHEGA                          | 41    | 2,00 / 100,00   | Novo  | 0 / 5      | Novo    |
| Votos Inválidos         | Votos Inválidos                | 63    | 3,07 / 100,00   | 0,88  |            |         |
| Total                   | Total                          | 2 052 | 100,00 / 100,00 |       | 5 / 5      |         |
| Eleitorado/Participação | Eleitorado/Participação        | 2 725 | 75,30 / 100,00  | 2,19  |            |         |

| Freguesia                | %        | %     | %    | %    | Votantes |
| Freguesia                | PSD- CDS | PS    | CDU  | CH   | Votantes |
| ------------------------ | -------- | ----- | ---- | ---- | -------- |
| Freguesia                |          |       |      |      | Votantes |
| Beirã                    | 59,68    | 37,10 | 0    | 1,94 | 310      |
| Santa Maria de Marvão    | 32,16    | 55,29 | 4,71 | 1,96 | 255      |
| Santo António das Areias | 52,74    | 40,49 | 3,17 | 1,15 | 694      |
| São Salvador da Aramenha | 44,89    | 46,66 | 2,27 | 2,77 | 793      |
| Marvão                   | 48,20    | 44,20 | 2,53 | 2,00 | 2 052    |

#### Assembleia Municipal
| Partido                 | Partido                        | Votos | %               | +/-   | Deputados | +/-     |
| ----------------------- | ------------------------------ | ----- | --------------- | ----- | --------- | ------- |
|                         | Partido Socialista             | 1 027 | 50,05 / 100,00  | 15,98 | 8 / 15    | 3       |
|                         | PSD-CDS                        | 854   | 41,62 / 100,00  | -     | 7 / 15    | -       |
|                         | Coligação Democrática Unitária | 57    | 2,78 / 100,00   | 0,74  | 0 / 15    | Estável |
|                         | CHEGA                          | 48    | 2,34 / 100,00   | Novo  | 0 / 15    | Novo    |
| Votos Inválidos         | Votos Inválidos                | 66    | 3,21 / 100,00   | 0,88  |           |         |
| Total                   | Total                          | 2 052 | 100,00 / 100,00 |       | 5 / 5     |         |
| Eleitorado/Participação | Eleitorado/Participação        | 2 725 | 75,30 / 100,00  | 2,19  |           |         |

| Freguesia                | %     | %        | %    | %    | Votantes |
| Freguesia                | PS    | PSD- CDS | CDU  | CH   | Votantes |
| ------------------------ | ----- | -------- | ---- | ---- | -------- |
| Freguesia                |       |          |      |      | Votantes |
| Beirã                    | 40,00 | 56,45    | 0,97 | 0,97 | 310      |
| Santa Maria de Marvão    | 60,00 | 27,06    | 4,71 | 3,53 | 255      |
| Santo António das Areias | 47,41 | 45,68    | 3,03 | 1,01 | 694      |
| São Salvador da Aramenha | 53,09 | 36,95    | 2,65 | 3,66 | 793      |
| Marvão                   | 50,05 | 41,62    | 2,78 | 2,34 | 2 052    |

#### Juntas de Freguesia
| Partido                 | Partido                        | Votos | %               | +/-   | Presidentes | +/-     | Mandatos | +/-     |
| ----------------------- | ------------------------------ | ----- | --------------- | ----- | ----------- | ------- | -------- | ------- |
|                         | Partido Socialista             | 1 065 | 51,90 / 100,00  | 11,61 | 3 / 4       | Estável | 17 / 30  | 1       |
|                         | PSD-CDS                        | 865   | 42,15 / 100,00  | -     | 1 / 4       | -       | 13 / 30  | -       |
|                         | Coligação Democrática Unitária | 60    | 2,92 / 100,00   | 1,05  | 0 / 4       | Estável | 0 / 30   | Estável |
| Votos Inválidos         | Votos Inválidos                | 62    | 3,02 / 100,00   | 1,07  |             |         |          |         |
| Total                   | Total                          | 2 052 | 100,00 / 100,00 |       | 4 / 4       |         | 30 / 30  |         |
| Eleitorado/Participação | Eleitorado/Participação        | 2 725 | 75,30 / 100,00  | 2,19  |             |         |          |         |

| Freguesia                | Partido Vencedor | Partido Vencedor   | %              | Mandatos |
| ------------------------ | ---------------- | ------------------ | -------------- | -------- |
| Beirã                    |                  | PSD-CDS            | 64,84 / 100,00 | 5 / 7    |
| Santa Maria de Marvão    |                  | Partido Socialista | 63,53 / 100,00 | 5 / 7    |
| Santo António das Areias |                  | Partido Socialista | 46,69 / 100,00 | 4 / 7    |
| São Salvador da Aramenha |                  | Partido Socialista | 60,03 / 100,00 | 6 / 9    |

### Monforte

#### Câmara Municipal
| Partido                 | Partido                        | Votos | %               | +/-  | Vereadores | +/-     |
| ----------------------- | ------------------------------ | ----- | --------------- | ---- | ---------- | ------- |
|                         | Coligação Democrática Unitária | 1 119 | 62,37 / 100,00  | 0,87 | 4 / 5      | Estável |
|                         | Partido Socialista             | 402   | 22,41 / 100,00  | 4,29 | 1 / 5      | Estável |
|                         | CHEGA                          | 128   | 7,13 / 100,00   | Novo | 0 / 5      | Novo    |
|                         | Partido Social Democrata       | 94    | 5,24 / 100,00   | 1,98 | 0 / 5      | Estável |
| Votos Inválidos         | Votos Inválidos                | 51    | 2,85 / 100,00   | 0,35 |            |         |
| Total                   | Total                          | 1 794 | 100,00 / 100,00 |      | 5 / 5      |         |
| Eleitorado/Participação | Eleitorado/Participação        | 2 557 | 70,16 / 100,00  | 2,93 |            |         |

| Freguesia    | %     | %     | %     | %    | Votantes |
| Freguesia    | CDU   | PS    | CH    | PSD  | Votantes |
| ------------ | ----- | ----- | ----- | ---- | -------- |
| Freguesia    |       |       |       |      | Votantes |
| Assumar      | 53,72 | 33,33 | 4,53  | 6,15 | 309      |
| Monforte     | 65,05 | 16,49 | 10,99 | 5,24 | 764      |
| Santo Aleixo | 66,19 | 18,34 | 3,72  | 7,16 | 349      |
| Vaiamonte    | 60,48 | 29,90 | 4,57  | 2,69 | 372      |
| Monforte     | 62,37 | 22,41 | 7,13  | 5,24 | 1 794    |

#### Assembleia Municipal
| Partido                 | Partido                        | Votos | %               | +/-  | Deputados | +/-     |
| ----------------------- | ------------------------------ | ----- | --------------- | ---- | --------- | ------- |
|                         | Coligação Democrática Unitária | 997   | 55,57 / 100,00  | 1,76 | 9 / 15    | Estável |
|                         | Partido Socialista             | 442   | 24,64 / 100,00  | 2,98 | 4 / 15    | Estável |
|                         | Partido Social Democrata       | 156   | 8,70 / 100,00   | 4,47 | 1 / 15    | 1       |
|                         | CHEGA                          | 130   | 7,25 / 100,00   | Novo | 1 / 15    | Novo    |
| Votos Inválidos         | Votos Inválidos                | 69    | 3,85 / 100,00   | 0,44 |           |         |
| Total                   | Total                          | 1 794 | 100,00 / 100,00 |      | 15 / 15   |         |
| Eleitorado/Participação | Eleitorado/Participação        | 2 557 | 70,16 / 100,00  | 2,93 |           |         |

| Freguesia    | %     | %     | %     | %     | Votantes |
| Freguesia    | CDU   | PS    | PSD   | CH    | Votantes |
| ------------ | ----- | ----- | ----- | ----- | -------- |
| Freguesia    |       |       |       |       | Votantes |
| Assumar      | 45,31 | 36,57 | 8,09  | 4,53  | 309      |
| Monforte     | 57,85 | 18,85 | 10,60 | 10,08 | 764      |
| Santo Aleixo | 57,31 | 22,06 | 10,03 | 5,73  | 349      |
| Vaiamonte    | 57,80 | 29,03 | 4,03  | 5,11  | 372      |
| Monforte     | 55,57 | 24,64 | 8,70  | 7,25  | 1 794    |

#### Juntas de Freguesia
| Partido                 | Partido                        | Votos | %               | +/-  | Presidentes | +/-     | Mandatos | +/-     |
| ----------------------- | ------------------------------ | ----- | --------------- | ---- | ----------- | ------- | -------- | ------- |
|                         | Coligação Democrática Unitária | 1 023 | 57,02 / 100,00  | 2,92 | 4 / 4       | 1       | 19 / 30  | 2       |
|                         | Partido Socialista             | 583   | 32,50 / 100,00  | 0,48 | 0 / 4       | 1       | 10 / 30  | 2       |
|                         | Partido Social Democrata       | 77    | 4,29 / 100,00   | 4,72 | 0 / 4       | Estável | 1 / 30   | Estável |
| Votos Inválidos         | Votos Inválidos                | 111   | 6,19 / 100,00   | 2,27 |             |         |          |         |
| Total                   | Total                          | 1 794 | 100,00 / 100,00 |      | 4 / 4       |         | 30 / 30  |         |
| Eleitorado/Participação | Eleitorado/Participação        | 2 557 | 70,16 / 100,00  | 2,89 |             |         |          |         |

| Freguesia    | Partido Vencedor | Partido Vencedor               | %              | Mandatos |
| ------------ | ---------------- | ------------------------------ | -------------- | -------- |
| Assumar      |                  | Partido Socialista             | 44,98 / 100,00 | 4 / 7    |
| Monforte     |                  | Coligação Democrática Unitária | 65,18 / 100,00 | 7 / 9    |
| Santo Aleixo |                  | Coligação Democrática Unitária | 49,28 / 100,00 | 4 / 7    |
| Vaiamonte    |                  | Coligação Democrática Unitária | 57,53 / 100,00 | 4 / 7    |

### Nisa

#### Câmara Municipal
| Partido                 | Partido                        | Votos | %               | +/-   | Vereadores | +/-     |
| ----------------------- | ------------------------------ | ----- | --------------- | ----- | ---------- | ------- |
|                         | Partido Socialista             | 2 071 | 54,40 / 100,00  | 3,96  | 3 / 5      | Estável |
|                         | Coligação Democrática Unitária | 906   | 23,80 / 100,00  | 13,08 | 1 / 5      | 1       |
|                         | Partido Social Democrata       | 549   | 14,42 / 100,00  | -     | 1 / 5      | -       |
|                         | CHEGA                          | 157   | 4,12 / 100,00   | Novo  | 0 / 5      | Novo    |
| Votos Inválidos         | Votos Inválidos                | 124   | 3,26 / 100,00   | 1,27  |            |         |
| Total                   | Total                          | 3 807 | 100,00 / 100,00 |       | 5 / 5      |         |
| Eleitorado/Participação | Eleitorado/Participação        | 5 694 | 66,86 / 100,00  | 3,75  |            |         |

| Freguesia                                          | %     | %     | %     | %    | Votantes |
| Freguesia                                          | PS    | CDU   | PSD   | CH   | Votantes |
| -------------------------------------------------- | ----- | ----- | ----- | ---- | -------- |
| Freguesia                                          |       |       |       |      | Votantes |
| Alpalhão                                           | 68,06 | 12,96 | 13,27 | 3,86 | 648      |
| Arez e Amieira do Tejo                             | 54,84 | 16,53 | 21,77 | 2,82 | 248      |
| Espírito Santo, Nossa Senhora da Graça e São Simão | 45,91 | 30,72 | 14,76 | 4,88 | 1 823    |
| Montalvão                                          | 54,98 | 28,57 | 9,52  | 3,90 | 231      |
| Santana                                            | 64,97 | 27,68 | 3,39  | 0,56 | 177      |
| São Matias                                         | 54,84 | 14,84 | 22,58 | 5,16 | 155      |
| Tolosa                                             | 62,86 | 15,81 | 14,67 | 3,43 | 525      |
| Nisa                                               | 54,40 | 23,80 | 14,42 | 4,12 | 3 807    |

#### Assembleia Municipal
| Partido                 | Partido                        | Votos | %               | +/-   | Deputados | +/-  |
| ----------------------- | ------------------------------ | ----- | --------------- | ----- | --------- | ---- |
|                         | Partido Socialista             | 1 873 | 49,20 / 100,00  | 2,46  | 8 / 15    | 1    |
|                         | Coligação Democrática Unitária | 907   | 23,82 / 100,00  | 11,52 | 4 / 15    | 2    |
|                         | Partido Social Democrata       | 712   | 18,70 / 100,00  | -     | 3 / 15    | -    |
|                         | CHEGA                          | 159   | 4,18 / 100,00   | Novo  | 0 / 15    | Novo |
| Votos Inválidos         | Votos Inválidos                | 156   | 4,10 / 100,00   | 1,01  |           |      |
| Total                   | Total                          | 3 807 | 100,00 / 100,00 |       | 15 / 15   |      |
| Eleitorado/Participação | Eleitorado/Participação        | 5 694 | 66,86 / 100,00  | 3,77  |           |      |

| Freguesia                                          | %     | %     | %     | %    | Votantes |
| Freguesia                                          | PS    | CDU   | PSD   | CH   | Votantes |
| -------------------------------------------------- | ----- | ----- | ----- | ---- | -------- |
| Freguesia                                          |       |       |       |      | Votantes |
| Alpalhão                                           | 62,35 | 14,66 | 16,98 | 4,17 | 648      |
| Arez e Amieira do Tejo                             | 52,82 | 18,15 | 21,37 | 2,02 | 248      |
| Espírito Santo, Nossa Senhora da Graça e São Simão | 40,87 | 28,80 | 21,23 | 4,44 | 1 823    |
| Montalvão                                          | 50,65 | 32,47 | 10,82 | 2,16 | 231      |
| Santana                                            | 62,71 | 29,94 | 2,26  | 1,13 | 177      |
| São Matias                                         | 47,10 | 14,19 | 29,68 | 4,52 | 155      |
| Tolosa                                             | 55,62 | 17,52 | 16,57 | 6,10 | 525      |
| Nisa                                               | 49,20 | 23,82 | 18,70 | 4,18 | 3 807    |

#### Juntas de Freguesia
| Partido                 | Partido                        | Votos | %               | +/-  | Presidentes | +/-  | Mandatos | +/-  |
| ----------------------- | ------------------------------ | ----- | --------------- | ---- | ----------- | ---- | -------- | ---- |
|                         | Partido Socialista             | 1 734 | 45,55 / 100,00  | 3,34 | 6 / 7       | 3    | 32 / 51  | 5    |
|                         | Coligação Democrática Unitária | 1 398 | 36,72 / 100,00  | 6,45 | 1 / 7       | 2    | 14 / 51  | 7    |
|                         | Partido Social Democrata       | 495   | 13,00 / 100,00  | -    | 0 / 7       | -    | 5 / 51   | -    |
|                         | CHEGA                          | 49    | 1,29 / 100,00   | Novo | 0 / 7       | Novo | 0 / 51   | Novo |
| Votos Inválidos         | Votos Inválidos                | 131   | 3,44 / 100,00   | 1,06 |             |      |          |      |
| Total                   | Total                          | 3 807 | 100,00 / 100,00 |      | 7 / 7       |      | 51 / 51  | 2    |
| Eleitorado/Participação | Eleitorado/Participação        | 5 694 | 66,86 / 100,00  | 3,77 |             |      |          |      |

| Freguesia                                          | Partido Vencedor | Partido Vencedor               | %              | Mandatos |
| -------------------------------------------------- | ---------------- | ------------------------------ | -------------- | -------- |
| Alpalhão                                           |                  | Partido Socialista             | 63,58 / 100,00 | 5 / 7    |
| Arez e Amieira do Tejo                             |                  | Partido Socialista             | 56,85 / 100,00 | 5 / 7    |
| Espírito Santo, Nossa Senhora da Graça e São Simão |                  | Coligação Democrática Unitária | 55,13 / 100,00 | 6 / 9    |
| Montalvão                                          |                  | Partido Socialista             | 55,84 / 100,00 | 5 / 7    |
| Santana                                            |                  | Partido Socialista             | 65,54 / 100,00 | 5 / 7    |
| São Matias                                         |                  | Partido Socialista             | 54,84 / 100,00 | 4 / 7    |
| Tolosa                                             |                  | Partido Socialista             | 59,24 / 100,00 | 5 / 7    |

### Ponte de Sôr

#### Câmara Municipal
| Partido                 | Partido                        | Votos  | %               | +/-  | Vereadores | +/-     |
| ----------------------- | ------------------------------ | ------ | --------------- | ---- | ---------- | ------- |
|                         | Partido Socialista             | 4 559  | 64,08 / 100,00  | 4,18 | 6 / 7      | Estável |
|                         | Coligação Democrática Unitária | 1 020  | 14,34 / 100,00  | 2,96 | 1 / 7      | Estável |
|                         | CHEGA                          | 513    | 7,21 / 100,00   | Novo | 0 / 7      | Novo    |
|                         | PSD-CDS                        | 447    | 6,28 / 100,00   | 1,67 | 0 / 7      | Estável |
|                         | Bloco de Esquerda              | 243    | 3,42 / 100,00   | 0,47 | 0 / 7      | Estável |
| Votos Inválidos         | Votos Inválidos                | 332    | 4,66 / 100,00   | 1,12 |            |         |
| Total                   | Total                          | 7 114  | 100,00 / 100,00 |      | 7 / 7      |         |
| Eleitorado/Participação | Eleitorado/Participação        | 13 857 | 51,34 / 100,00  | 7,38 |            |         |

| Freguesia                            | %     | %     | %    | %        | %    | Votantes |
| Freguesia                            | PS    | CDU   | CH   | PSD- CDS | BE   | Votantes |
| ------------------------------------ | ----- | ----- | ---- | -------- | ---- | -------- |
| Freguesia                            |       |       |      |          |      | Votantes |
| Foros de Arrão                       | 53,29 | 36,53 | 2,99 | 1,40     | 1,40 | 501      |
| Galveias                             | 55,68 | 19,81 | 9,74 | 2,27     | 4,22 | 616      |
| Longomel                             | 73,00 | 10,12 | 6,39 | 5,86     | 1,95 | 563      |
| Montargil                            | 52,91 | 27,59 | 5,83 | 6,78     | 2,26 | 841      |
| Ponte de Sor, Tramaga e Vale de Açor | 67,34 | 9,27  | 7,69 | 7,32     | 3,92 | 4 593    |
| Ponte de Sor                         | 64,08 | 14,34 | 7,21 | 6,28     | 3,42 | 7 114    |

#### Assembleia Municipal
| Partido                 | Partido                        | Votos  | %               | +/-  | Deputados | +/-     |
| ----------------------- | ------------------------------ | ------ | --------------- | ---- | --------- | ------- |
|                         | Partido Socialista             | 4 253  | 59,78 / 100,00  | 3,16 | 14 / 21   | 1       |
|                         | Coligação Democrática Unitária | 1 101  | 15,48 / 100,00  | 2,89 | 3 / 21    | 1       |
|                         | PSD-CDS                        | 573    | 8,05 / 100,00   | 2,61 | 2 / 21    | Estável |
|                         | CHEGA                          | 534    | 7,51 / 100,00   | Novo | 1 / 21    | Novo    |
|                         | Bloco de Esquerda              | 308    | 4,33 / 100,00   | 0,41 | 1 / 21    | 1       |
| Votos Inválidos         | Votos Inválidos                | 345    | 4,84 / 100,00   | 0,72 |           |         |
| Total                   | Total                          | 7 114  | 100,00 / 100,00 |      | 21 / 21   |         |
| Eleitorado/Participação | Eleitorado/Participação        | 13 857 | 51,34 / 100,00  | 7,38 |           |         |

| Freguesia                            | %     | %     | %        | %     | %    | Votantes |
| Freguesia                            | PS    | CDU   | PSD- CDS | CH    | BE   | Votantes |
| ------------------------------------ | ----- | ----- | -------- | ----- | ---- | -------- |
| Freguesia                            |       |       |          |       |      | Votantes |
| Foros de Arrão                       | 51,70 | 37,92 | 1,00     | 3,39  | 2,20 | 501      |
| Galveias                             | 51,30 | 22,08 | 2,27     | 10,55 | 5,19 | 616      |
| Longomel                             | 69,63 | 12,26 | 6,39     | 6,75  | 1,95 | 563      |
| Montargil                            | 51,01 | 29,13 | 6,18     | 6,42  | 2,73 | 841      |
| Ponte de Sor, Tramaga e Vale de Açor | 62,20 | 10,04 | 10,15    | 7,84  | 5,03 | 4 593    |
| Ponte de Sor                         | 59,78 | 15,48 | 8,05     | 7,51  | 4,33 | 7 114    |

#### Juntas de Freguesia
| Partido                 | Partido                        | Votos  | %               | +/-  | Presidentes | +/-     | Mandatos | +/-     |
| ----------------------- | ------------------------------ | ------ | --------------- | ---- | ----------- | ------- | -------- | ------- |
|                         | Partido Socialista             | 4 308  | 60,56 / 100,00  | 0,67 | 4 / 5       | Estável | 29 / 45  | 1       |
|                         | Coligação Democrática Unitária | 1 401  | 19,69 / 100,00  | 0,99 | 1 / 5       | Estável | 13 / 45  | 1       |
|                         | PSD-CDS                        | 713    | 10,02 / 100,00  | 0,97 | 0 / 5       | Estável | 3 / 45   | Estável |
|                         | Bloco de Esquerda              | 262    | 3,68 / 100,00   | 0,20 | 0 / 5       | Estável | 0 / 45   | Estável |
| Votos Inválidos         | Votos Inválidos                | 430    | 6,04 / 100,00   | 2,42 |             |         |          |         |
| Total                   | Total                          | 7 114  | 100,00 / 100,00 |      | 5 / 5       |         | 45 / 45  | 2       |
| Eleitorado/Participação | Eleitorado/Participação        | 13 857 | 51,34 / 100,00  | 7,38 |             |         |          |         |

| Freguesia                            | Partido Vencedor | Partido Vencedor               | %              | Mandatos |
| ------------------------------------ | ---------------- | ------------------------------ | -------------- | -------- |
| Foros de Arrão                       |                  | Partido Socialista             | 49,90 / 100,00 | 4 / 7    |
| Galveias                             |                  | Coligação Democrática Unitária | 46,92 / 100,00 | 5 / 9    |
| Longomel                             |                  | Partido Socialista             | 70,16 / 100,00 | 5 / 7    |
| Montargil                            |                  | Partido Socialista             | 53,03 / 100,00 | 6 / 9    |
| Ponte de Sor, Tramaga e Vale de Açor |                  | Partido Socialista             | 64,51 / 100,00 | 10 / 13  |

### Portalegre

#### Câmara Municipal
| Partido                 | Partido                                         | Votos  | %               | +/-   | Vereadores | +/-     |
| ----------------------- | ----------------------------------------------- | ------ | --------------- | ----- | ---------- | ------- |
|                         | PSD-CDS                                         | 4 993  | 38,39 / 100,00  | -     | 3 / 7      | -       |
|                         | Partido Socialista                              | 3 297  | 25,35 / 100,00  | 3,54  | 2 / 7      | Estável |
|                         | Candidatura Livre e Independente por Portalegre | 3 267  | 25,12 / 100,00  | 6,48  | 2 / 7      | 1       |
|                         | Coligação Democrática Unitária                  | 853    | 6,56 / 100,00   | 11,66 | 0 / 7      | 1       |
|                         | CHEGA                                           | 253    | 1,95 / 100,00   | Novo  | 0 / 7      | Novo    |
|                         | Bloco de Esquerda                               | 53     | 0,41 / 100,00   | 0,52  | 0 / 7      | Estável |
| Votos Inválidos         | Votos Inválidos                                 | 289    | 2,22 / 100,00   | 0,79  |            |         |
| Total                   | Total                                           | 13 005 | 100,00 / 100,00 |       | 7 / 7      |         |
| Eleitorado/Participação | Eleitorado/Participação                         | 20 033 | 64,92 / 100,00  | 1,73  |            |         |

#### Assembleia Municipal
| Partido                 | Partido                                         | Votos  | %               | +/-  | Deputados | +/-     |
| ----------------------- | ----------------------------------------------- | ------ | --------------- | ---- | --------- | ------- |
|                         | PSD-CDS                                         | 4 476  | 34,42 / 100,00  | -    | 8 / 21    | -       |
|                         | Partido Socialista                              | 3 671  | 28,23 / 100,00  | 1,08 | 7 / 21    | Estável |
|                         | Candidatura Livre e Independente por Portalegre | 3 004  | 23,10 / 100,00  | 5,46 | 5 / 21    | 2       |
|                         | Coligação Democrática Unitária                  | 1 028  | 7,91 / 100,00   | 9,96 | 1 / 21    | 3       |
|                         | CHEGA                                           | 389    | 2,99 / 100,00   | Novo | 0 / 21    | Novo    |
|                         | Bloco de Esquerda                               | 85     | 0,65 / 100,00   | 0,78 | 0 / 21    | Estável |
| Votos Inválidos         | Votos Inválidos                                 | 351    | 2,70 / 100,00   | 1,25 |           |         |
| Total                   | Total                                           | 13 004 | 100,00 / 100,00 |      | 21 / 21   |         |
| Eleitorado/Participação | Eleitorado/Participação                         | 20 033 | 64,91 / 100,00  | 1,73 |           |         |

#### Juntas de Freguesia
| Partido                 | Partido                        | Votos  | %               | +/-  | Presidentes | +/-     | Mandatos | +/-     |
| ----------------------- | ------------------------------ | ------ | --------------- | ---- | ----------- | ------- | -------- | ------- |
|                         | PSD-CDS                        | 4 168  | 32,05 / 100,00  | -    | 2 / 7       | -       | 21 / 63  | -       |
|                         | Partido Socialista             | 3 771  | 29,00 / 100,00  | 1,08 | 1 / 7       | 2       | 21 / 63  | 1       |
|                         | Grupo de Cidadãos              | 3 412  | 26,24 / 100,00  | 2,64 | 4 / 7       | 1       | 20 / 63  | 4       |
|                         | Coligação Democrática Unitária | 1 016  | 7,81 / 100,00   | 9,39 | 0 / 7       | Estável | 1 / 63   | 2       |
|                         | CHEGA                          | 218    | 1,68 / 100,00   | Novo | 0 / 7       | Novo    | 0 / 63   | Novo    |
|                         | Bloco de Esquerda              | 59     | 0,45 / 100,00   | 0,44 | 0 / 7       | Estável | 0 / 63   | Estável |
| Votos Inválidos         | Votos Inválidos                | 360    | 2,77 / 100,00   | 0,83 |             |         |          |         |
| Total                   | Total                          | 13 004 | 100,00 / 100,00 |      | 7 / 7       |         | 63 / 63  |         |
| Eleitorado/Participação | Eleitorado/Participação        | 20 033 | 64,91 / 100,00  | 1,72 |             |         |          |         |

### Sousel

#### Câmara Municipal
| Partido                 | Partido                        | Votos | %               | +/-  | Vereadores | +/-     |
| ----------------------- | ------------------------------ | ----- | --------------- | ---- | ---------- | ------- |
|                         | Partido Socialista             | 1 769 | 62,18 / 100,00  | 1,02 | 4 / 5      | Estável |
|                         | Partido Social Democrata       | 787   | 27,66 / 100,00  | 2,75 | 1 / 5      | Estável |
|                         | Coligação Democrática Unitária | 123   | 4,32 / 100,00   | 0,67 | 0 / 5      | Estável |
|                         | CHEGA                          | 74    | 2,60 / 100,00   | Novo | 0 / 5      | Novo    |
| Votos Inválidos         | Votos Inválidos                | 92    | 3,24 / 100,00   | 0,95 |            |         |
| Total                   | Total                          | 2 845 | 100,00 / 100,00 |      | 5 / 5      |         |
| Eleitorado/Participação | Eleitorado/Participação        | 3 895 | 73,04 / 100,00  | 3,87 |            |         |

| Freguesia   | %     | %     | %    | %    | Votantes |
| Freguesia   | PS    | PSD   | CDU  | CH   | Votantes |
| ----------- | ----- | ----- | ---- | ---- | -------- |
| Freguesia   |       |       |      |      | Votantes |
| Cano        | 63,01 | 27,92 | 2,19 | 2,63 | 684      |
| Casa Branca | 64,06 | 22,36 | 8,31 | 2,72 | 626      |
| Santo Amaro | 56,90 | 36,08 | 3,39 | 0,73 | 413      |
| Sousel      | 62,57 | 27,36 | 3,74 | 3,21 | 1 122    |
| Sousel      | 62,18 | 27,66 | 4,32 | 2,60 | 2 845    |

#### Assembleia Municipal
| Partido                 | Partido                        | Votos | %               | +/-  | Deputados | +/-     |
| ----------------------- | ------------------------------ | ----- | --------------- | ---- | --------- | ------- |
|                         | Partido Socialista             | 1 656 | 58,21 / 100,00  | 4,77 | 10 / 15   | 1       |
|                         | Partido Social Democrata       | 764   | 26,85 / 100,00  | 6,26 | 4 / 15    | 1       |
|                         | Coligação Democrática Unitária | 203   | 7,14 / 100,00   | 1,35 | 1 / 15    | Estável |
|                         | CHEGA                          | 108   | 3,80 / 100,00   | Novo | 0 / 15    | Novo    |
| Votos Inválidos         | Votos Inválidos                | 114   | 4,00 / 100,00   | 0,85 |           |         |
| Total                   | Total                          | 2 845 | 100,00 / 100,00 |      | 15 / 15   |         |
| Eleitorado/Participação | Eleitorado/Participação        | 3 895 | 73,04 / 100,00  | 3,87 |           |         |

| Freguesia   | %     | %     | %     | %    | Votantes |
| Freguesia   | PS    | PSD   | CDU   | CH   | Votantes |
| ----------- | ----- | ----- | ----- | ---- | -------- |
| Freguesia   |       |       |       |      | Votantes |
| Cano        | 59,94 | 26,75 | 3,65  | 4,97 | 684      |
| Casa Branca | 57,19 | 22,04 | 13,74 | 3,83 | 626      |
| Santo Amaro | 50,12 | 35,59 | 5,81  | 2,18 | 413      |
| Sousel      | 60,70 | 26,38 | 6,06  | 3,65 | 1 122    |
| Sousel      | 58,21 | 26,85 | 7,14  | 3,80 | 2 845    |

#### Juntas de Freguesia
| Partido                 | Partido                        | Votos | %               | +/-  | Presidentes | +/-     | Mandatos | +/-  |
| ----------------------- | ------------------------------ | ----- | --------------- | ---- | ----------- | ------- | -------- | ---- |
|                         | Partido Socialista             | 1 457 | 51,21 / 100,00  | 2,85 | 3 / 4       | Estável | 18 / 30  | 1    |
|                         | Partido Social Democrata       | 1 080 | 37,96 / 100,00  | 5,17 | 1 / 4       | Estável | 12 / 30  | 1    |
|                         | Coligação Democrática Unitária | 180   | 6,33 / 100,00   | 5,12 | 0 / 4       | Estável | 0 / 30   | 2    |
|                         | CHEGA                          | 29    | 1,02 / 100,00   | Novo | 0 / 4       | Novo    | 0 / 30   | Novo |
| Votos Inválidos         | Votos Inválidos                | 99    | 3,48 / 100,00   | 0,10 |             |         |          |      |
| Total                   | Total                          | 2 845 | 100,00 / 100,00 |      | 4 / 4       |         | 30 / 30  | 4    |
| Eleitorado/Participação | Eleitorado/Participação        | 3 895 | 73,04 / 100,00  | 3,87 |             |         |          |      |

| Freguesia   | Partido Vencedor | Partido Vencedor         | %              | Mandatos |
| ----------- | ---------------- | ------------------------ | -------------- | -------- |
| Cano        |                  | Partido Socialista       | 48,83 / 100,00 | 4 / 7    |
| Casa Branca |                  | Partido Socialista       | 57,35 / 100,00 | 5 / 7    |
| Santo Amaro |                  | Partido Social Democrata | 55,21 / 100,00 | 4 / 7    |
| Sousel      |                  | Partido Socialista       | 53,92 / 100,00 | 6 / 9    |